# Apocephalus singulus
Apocephalus singulus är en tvåvingeart som beskrevs av Brown 1997. Apocephalus singulus ingår i släktet Apocephalus och familjen puckelflugor. Inga underarter finns listade i Catalogue of Life.